# Osiedle Szczęść Boże
Osiedle "Szczęść Boże" – osiedle położone na zboczu Niedźwiadków na wałbrzyskim Podgórzu.
Budowa realizowana była przez "Deutsche Arbeitsfront", a sfinansowały ją "Deutsche Wohnungsfürsorge A.G. fuer Beamte, Angestellte und Arbeiter in Berlin" oraz "Niederschlesische Bergbau A.G." Teren pod zabudowę wykupiony został od właścicieli ziemskich: Berga i Kinnera oraz dyrekcji kopalń książańskich. W 1934 roku rozpoczęły się prace związane z wycinką drzew i prace ziemne, a w 1935 roku  wykonano projekt urbanistyczny, który współtworzyli wałbrzyscy architekci: Willi Paezold i Weber. Budowa realizowana była w latach 1934-36.
Patronami ulic zostały germańskie plemiona:
- Gotów (ob. ul. Weteranów)
- Silingów (ob. ul. Fałata)
- Cymbrów (ob.ul. Niegolewskiego)
- Teutonów (ob.ul. Siemiradzkiego)

- oraz saski wódz Widukind (ob.ul. Kochanowskiego)

Osiedle składa się ze 178 domków. Obecnie wiele z nich zostało przebudowanych, w wyniku czego straciły swój pierwotny kształt, co znacznie wpłynęło na wygląd całego osiedla.